# Liste der Bürgermeister von Bad Oeynhausen
Die Liste der Bürgermeister von Bad Oeynhausen enthält die Bürgermeister der ostwestfälischen Stadt Bad Oeynhausen in Nordrhein-Westfalen.

## Geschichte
Das „Königliche Bad Oeynhausen“ erhielt im Jahre 1860 die Stadtrechte. Die Bürgermeister der Stadt Bad Oeynhausen waren als Stadtoberhäupter und Leiter der Verwaltung zunächst im Hauptamt tätig. Mit der  Norddeutschen Ratsverfassung waren ab dem 1. März 1946 die Bürgermeister als Vorsitzende des Rates ehrenamtlich tätig, während die Leitung der Stadtverwaltung auf die vom Rat gewählten Stadtdirektoren überging. Nach der geltenden Gemeindeordnung für das Land Nordrhein-Westfalen gibt es seit 1999 wieder einen Hauptamtlichen Bürgermeister, der von der Bevölkerung direkt gewählt wird.

## Bürgermeister der Kernstadt Bad Oeynhausen
- 1885–1899: Karl Thiele
- 1899–1906: Georg Zimmer-Wallis
- 1907–1933: Fritz Neuhäußer (DVP)
- 1933–1934: Herbert Krupp (NSDAP)
- 1934–1945: Rudolf Stoßberg (zunächst kommissarisch)
- 13. April 1945–1. März 1946: Walter Kronheim
- 1. März 1946–27. September 1946: Wilhelm Rottwilm (SPD)
- 27. September 1946 – 17. Oktober 1948: Heinrich Schlüter (CDU)
- 1948–1950: Fritz Hopmann (CDU)
- 1950–1952: Heinrich Schlüter (CDU)
- 1952–1961: Albert Rusch (CDU)
- 1961–1972: Ernst Adolf Lehmann (CDU)

## Bürgermeister von Bad Oeynhausen nach der kommunalen Neugliederung von 1973
Nach der Bürgermeisterwahl 2015 löste Achim Wilmsmeier (SPD) als gemeinsamer Kandidat von SPD, Grünen, UW, BBO und Linken den seit 2004 amtierenden Bürgermeister Klaus Mueller-Zahlmann (SPD) ab, der als Einzelbewerber angetreten war.
- 1973–1984: Dieter Fürste (CDU)
- 1984–1993: Wilhelm Spilker (SPD)
- 1994–1999: Toni Fritz (SPD)[3]
- 1999–2004: Gerhard Paul (CDU)
- 2004–2015: Klaus Mueller-Zahlmann (SPD)
- 2015–2020: Achim Wilmsmeier (SPD)
- ab 2020: Lars Bökenkröger (CDU)

## Stadtdirektoren 1946–1973
Ab 1946 wurde die Stadtverwaltung der Kernstadt von Stadtdirektoren geführt:
- 1946–1950: Walter Kronheim
- 1950–1960: Rudolf Lawin
- 1960–1968: Heinz Reiss
- 1968 – 29. Mai 1973: Werner Meyer zu Selhausen

## Stadtdirektoren nach der kommunalen Neugliederung
- 30. Mai 1973 – 31. August 1973: Karl-Heinz Gaul
- 1. September 1973–1984: Werner Meyer zu Selhausen
- 1984–1991: Heinrich Möllenhoff
- 1991–1999: Klaus-Walter Kröll